# Laterina Pergine Valdarno
Laterina Pergine Valdarno är en kommun i provinsen Arezzo i regionen Toscana i Italien. Kommunen hade 6 636 invånare (2018).
Kommunen Laterina Pergine Valdarno bildades den 1 januari 2018 genom en sammanslagning av de tidigare kommunerna Laterina och Pergine Valdarno.